# Leyland Kirby
Leyland Kirby, pseudonimo di James Kirby, anche attivo come The Caretaker, V/Vm e The Stranger (Stockport, 9 maggio 1974), è un musicista britannico. Lo stile cupo, astratto e sperimentale di Kirby si basa sui paesaggi sonori costruiti per mezzo dei campionamenti.

## Biografia
Dopo aver inizialmente fatto parlare di sé tenendo dei concerti a nome V/Vm durante gli anni novanta, l'artista ha esordito adottando quell'alias con l'album Love Sick del 2000, ottenuto rallentando note canzoni d'amore fra cui The Lady in Red di Chris de Burgh. Secondo le parole del suo autore, il disco "rispecchia l'amore in cui oggi molta gente lo vive al giorno d'oggi: in modo disfunzionale". Sempre adottando la sigla V/Vm ha inciso The Death of Rave (2006), album ambientale della durata complessiva di 20 ore ottenuto rallentando vecchi dischi di musica techno. Dell'album uscirà anche una versione molto ridotta intitolata The Death of Rave (A Partial Flashback) (2014). Nel 2009 ha fondato l'etichetta personale History Always Favours the Winners e ha pubblicato a suo nome il triplo Sadly, The Future Is No Longer What It Was. Adottando l'alias The Caretaker (traducibile in "il custode": un nome che cita la scena della sala da ballo del film Shining) ha intanto pubblicato album di musica hauntology come Persistent Repetition of Phrases (2008) e An Empty Bliss Beyond This World (2011), ispirato a uno studio sull'Alzheimer. Entrambi gli album sono stati acclamati dalla critica. Nelle medesime vesti degli album precedenti, pubblica tra il 2016 e il 2019 sei stage del progetto Everywhere at the end of the time, attraverso il quale descrive l'arco della sindrome di Alzheimer nelle sue fasi. Nel complesso, il lavoro può essere considerato il seguito di An Empty Bliss Beyond This World, che già trattava il tema della perdita di memoria. Originariamente Kirby non aveva altri piani come The Caretaker ma, considerato il successo per Empty Bliss, ha deciso di completare l’opera e rappresentare in musica gli stadi della demenza. Nel 2012, Kirby ha registrato Patience (After Sebald), colonna sonora dell'omonimo film diretto da Grant Gee.

## Stile musicale
Specializzatosi nella manipolazione dei campionamenti e più volte citato fra gli artisti della corrente hauntology, Leyland Kirby ha proposto uno stile che cambia in ogni suo progetto. Se utilizzando il suo nome ha realizzato storpiature parodistiche di canzoni popolari e con V/Vm ha svoltato verso l'harsh noise, con il nome The Caretaker l'artista ha tentato di rievocare le qualità dell'amnesia e della demenza con una fusione di glitch, ambient e drone basata sui frammenti sonori ripresi da vinili di jazz da ballo degli anni venti e trenta, attraverso la tecnica compositiva del campionamento. Secondo una recensione di Pitchfork, lo stile di Caretaker ricorda "le prime composizioni romantiche oppure il jazz da sala da ballo intrappolato nell'ambra e che risuona da una stanza lontana".

## Discografia

### Come Leyland Kirby
- 2009 – Sadly, the Future Is No Longer What It Was
- 2011 – Eager to Tear Apart the Stars
- 2014 – We Drink to Forget the Coming Storm
- 2017 – We, So Tired of All the Darkness in Our Lives

### Come The Caretaker
- 1999 – Selected Memories from the Haunted Ballroom
- 2001 – A Stairway to the Stars
- 2003 – We'll All Go Riding on a Rainbow
- 2005 – Theoretically Pure Anterograde Amnesia
- 2006 – Additional Amnestic Memories
- 2007 – Deleted Scenes, Forgotten Dreams
- 2008 – Persistent Repetition of Phrases
- 2009 – Recollections from Old London Town
- 2011 – An Empty Bliss Beyond This World
- 2012 – Patience (After Sebald)
- 2012 – Extra Patience (After Sebald)
- 2016 – Everywhere at the End of Time
- 2017 – Everywhere at the End of Time - Stage 2
- 2017 – Everywhere at the End of Time - Stage 3
- 2018 – Everywhere at the End of Time - Stage 4
- 2018 – Everywhere at the End of Time - Stage 5
- 2019 – Everywhere at the End of Time - Stage 6
- 2019 – Everywhere, an Empty Bliss

### Come V/Vm
- 2000 – Sick Love
- 2000 – The Green Door
- 2000 – Masters of the Absurd
- 2004 – Stigma
- 2006 – White Death
- 2006 – The Death of Rave
- 2006 – Sabam

### Come The Stranger
- 1997 – The Stranger
- 2008 – Bleaklow
- 2013 – Watching Dead Empires in Decay